# 마이클 래빈
마이클 래빈(Michael Rabin, 1936년 5월 2일 ~ 1972년 1월 19일)은 미국의 바이올리니스트이다.
뉴욕 필하모닉의 바이올린 주자인 아버지와 줄리어드 스쿨에서 피아노를 가르치는 어머니 사이에서 태어났다. 어려서 처음에는 피아노를 배웠지만, 바이올린에 흥미를 보여 아버지에게 바이올린을 배웠다. 9세 때 줄리어드 스쿨에서 이반 갈라미안을 사사했다.
래빈은 12살 때 니콜로 파가니니의 《24개의 카프리치오》를 녹음했는데, 이 연주는 루기에로 리치의 연주에 비할 정도고, 오히려 더 표현이 풍부한 면도 있다. 그는 야샤 하이페츠에 비할 정도의 흠잡을 데 없는 기교를 지녔다. 1950년에는 무대에 데뷔해 호주와 유럽으로 연주 여행을 다녔다.
래빈은 35살에 요절했다. 마약 때문에 죽었다는 소문이 있지만, 최근에 있었던 앤서니 파인스타인의 연구 조사에 따르면 머리의 상처를 치료하지 않아서 죽었다고 한다.